# Thủy Hỏa Ký Tế
Thủy Hỏa Ký Tế (đồ hình |:|:|:)

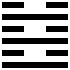
Hình quẻ Thủy Hoả Ký Tế

 còn gọi là Ký Tế (既濟 jĩ jĩ), là quẻ thứ 63 của Kinh Dịch.
- Nội quái là ☲ (|:| 離 lĩ) Ly hay Hỏa (火).
- Ngoại quái là ☵ (:|: 坎 kản) Khảm hay Nước (水).

Văn Vương viết thoán từ: Ký Tế: Hanh tiểu, lợi trinh. Sơ cát, chung loạn (既濟: 亨小, 利貞. 初吉, 終亂).
Chu Công viết hào từ:
Sơ cửu: Duê kỳ luân, nhu kỳ vĩ, vô cữu.

Lục nhị: Phụ táng kỳ phất, vật trục, thất nhật đắc.

Cửu tam: Cao Tôn phạt Quỷ Phương tam niên, khắc chi. Tiểu nhân vật dụng.

Lục tứ: Chu hữu y như, chung nhật giới.

Cửu ngũ: Đông lân sát ngưu, bất như tây lân chi thược tế, thực thụ kỳ phúc.

Thượng lục: Nhu kỳ thủ, lệ.
Giải nghĩa: Hợp dã. Hiện hợp. Gặp nhau, cùng nhau, đã xong, việc xong, hiện thực, ích lợi nhỏ. Hanh tiểu giả chi tượng: việc nhỏ thì thành.